# Розширення системи команд AES
Розши́рення систе́ми кома́нд AES (Advanced Encryption Standard) - розширення системи команд x86 для мікропроцесорів, запропоноване компанією Intel в березні 2008. Метою даного розширення є прискорення додатків, що використовують шифрування за алгоритмом AES. Подібне розширення PadLock engine існує в мікропроцесорах від VIA Technologies.

## Нові інструкції
| Інструкція      | Опис                                       |
| --------------- | ------------------------------------------ |
| AESENC          | Виконати один раунд шифрування AES         |
| AESENCLAST      | Виконати останній раунд шифрування AES     |
| AESDEC          | Виконати один раунд розшифрування AES      |
| AESDECLAST      | Виконати один раунд розшифрування AES      |
| AESKEYGENASSIST | Посприяти у генерації раундового ключа AES |
| AESIMC          | Inverse Mix Columns                        |

## Мікропроцесори з розширенням команд AES
- AMD:
  - Bulldozer:
    - FX:
      - 41xx
      - 61xx
      - 62xx
      - 81xx
- Intel:
  - Westmere:
    - Core i5:
      - 5xx
      - 6xx

    - Core i7:
      - 6xx
      - 97x
      - 98x
      - 99x

    - Xeon:
      - W36xx
      - X56xx
      - L56xx
      - E56xx
      - E7-28xx
      - E7-48xx
      - E7-88xx

  - Sandy Bridge:
    - Pentium:
      - 14xx

    - Core i5:
      - 23xx
      - 24xx(кроме 2410M)
      - 25xx

    - Core i7:
      - 26xx
      - 27xx
      - 28xx
      - 29xx
      - 38xx
      - 39xx

    - Xeon:
      - E3-12xx
      - E5-14xx
      - E5-16xx
      - E5-24xx
      - E5-26xx
      - E5-46xx

  - Ivy Bridge:
    - Core i5:
      - 32xx
      - 33xx
      - 34xx
      - 35xx
      - 36xx

    - Core i7:
      - 35xx
      - 36xx
      - 37xx
      - 38xx
      - 39xx

    - Xeon:
      - E3-12xx

## Програмне забезпечення, що підтримує розширення команд AES
- OpenSSL 1.0.1
- The Bat! 4.3
- Linux Cryptographic API (необхідно 64-бітове ядро) і всі програми, що використовують цей інтерфейс програмування додатків
- TrueCrypt 7.0
- DiskCryptor 0.9
- Bloombase[1]